# Die Flughafenklinik
 Die Flughafenklinik è una serie televisiva tedesca prodotta dal 1995 al 1996. Protagonisti della serie sono Max Gertsch, Catherine Flemming e Ulf Garritzmann; altri interpreti principali sono Klaus Barner, Christine Wodetzky, Monika Schwarz, Elisabeth von Koch, Chrissy Schulz e Thomas Balou Martin..
La serie consta di una sola stagione, per un totale di 8 episodi (sette episodi da 60 minuti più un episodio pilota).
La serie fu trasmessa in prima visione dall'emittente televisiva RTL Television. L'episodio pilota, intitolato Neubeginn, andò in onda per la prima volta il 14 giugno 1995.

## Trama
Protagonisti della serie sono tre neo-laureati in medicina, Rolf Schommer, Ria Kubin, Nils Zurstraaten, che stanno svolgendo il praticantato presso l'aeroporto di Monaco di Baviera, sotto la supervisione del Dottor Martin Künstler.
Si trovano così ad affrontare vari casi di emergenze che coinvolgono i passeggeri in transito.

## Episodi
| Stagione       | Puntate | Prima TV Germania | Prima TV Italia |
| -------------- | ------- | ----------------- | --------------- |
| Prima stagione | 8       | 1995              | inedita         |